# Pioc salvatge australià
El pioc salvatge australià (Ardeotis australis) és una espècie de gran ocell de la família dels otídids (Otididae) que habita praderies, garrigues i conreus del sud de Nova Guinea, i gran part d'Austràlia, essent rara a la zona sud.